# Муртаза Али Хан
Наваб Сайид Муртаза Али Хан Бахадур (22 ноября 1923 — 8 февраля 1982) — индийский аристократ, титулярный наваб Рампура с 1966 года до своей смерти в 1982 году.

## Ранняя жизнь
Сайид Муртаза Али Хан Бахадур родился 22 ноября 1923 года в Рафат-махале, дворце Хасбаг в Рампуре. Старший сын шиита Навабзаде (наследного принца) Раза Али Хана Бахадура (1908—1966), и его первой жены, Навабы Рафа’ат уз-Замани Аскари Бегум Сахибы. В то время дед Муртазы Хамид Али Хан Бахадур был навабом Рампура. После смерти его деда в 1930 году отец Муртазы стал навабом Рампура, и Муртаза стал наследником престола. Он получил образование в школе Дун в Дехрадуне, затем в колледже Веллингтон в Великобритании и в колледже Святого Стефана в Нью-Дели. В 1943 году Муртаза был призван в британскую индийскую армию и служил адъютантом главнокомандующего в Индии, генерала (позже фельдмаршала) сэра Клода Окинлека. В 1946 году он был произведен в капитаны и в том же году стал бригадным генералом вооруженных сил княжества Рампур. Также в том же году Муртаза был награжден Орденом Британской империи.
С 1946 года и до обретения независимости Муртаза служил министром армии княжества Рампур и министром по делам семьи, образования и общественных работ до 1949 года, когда княжество Рампур официально объединилось с доминионом Индия.

## Титульный наваб Рампура
После смерти своего отца в 1966 году Муртаза унаследовал титул наваба Рампура. С 1969 по 1971 год он был членом законодательного собрания штата Уттар-Прадеш, а также депутатом парламента от Лок Сабха. Интересным историческим фактом является то, что Муртаза Али участвовал в выборах от Рампура против своей собственной матери Рафат Джамани Бегум в 1972 году и победил. В 1971 году режим Индиры Ганди лишил Наваба Муртазу и его коллег-бывших правителей тех немногих прав, которые у них оставались, формально положив конец положению Наваба Муртазы как монарха.

## Личная жизнь
16 сентября 1943 года в Лакхнау Муртаза женился на Афтаб Дулхан Сакине уз-Замани Бегум Сахибе из Пирпура (11 сентября 1928 — 3 августа 1993), дочери мелкого вождя Раджи Сайида Мухаммада Мехди Саихаби из Пирпура. У пары родились сын и дочь:
- Навабзада Сайид Мухаммад Али Хан Бахадур. Он стал гражданином США, утратив свои права на индийское гражданство, семейную собственность в Индии и главенство в семье. Был дважды женат, имеет сына и дочь
- Навабзади Нагат Муртазай Бегум Сахиба, замужем, три дочери.

## Последние годы
С 1966 по 1975 год Наваб Муртаза занимал пост президента Библиотечного фонда Раза Рампура. Он стал заместителем председателя попечительского совета в 1975 году и оставался в этом качестве до своей смерти 8 февраля 1982 года после 16-летнего правления в возрасте 58 лет.

## Титулы
- 1923—1930: Навабзада Сайид Муртаза Али Хан
- 1930—1943: Навабзада Сайид Муртаза Али Хан, Вали Ахад Бахадур
- 1943—1946: лейтенант Навабзада Сайид Муртаза Али Хан, Вали Ахад Бахадур
- 1946—1966: бригадный генерал Навабзада Сайид Муртаза Али Хан, Вали Ахад Бахадур, МБЭ
- 1966—1982: бригадный генерал Его Высочество Али Джа, Фарзанд-и-Дилпазир-и-Даулат-и-Инглишия, Мухлис уд-Даула, Насир уль-Мульк, Амир уль-Умара, наваб Сайид Муртаза Али Хан Бахадур, Мустаид Джанг, наваб Рампура, кавалер Ордена Британской империи

## Награды
- Орден Хамида Рампурского (Нишан-и-Хамидия) 1-й степени
- Орден Удачи Рампура (Нишан-и-Икбал) 1-й степени
- Звезда 1939—1945 — 1945
- Военная медаль 1939-1945-1945
- Медаль за заслуги перед Индией −1945
- Орден Британской империи — 1946